# Etnia uigur
Los uigures, uygures o uighures (en chino tradicional, 維吾爾族; en chino simplificado, 维吾尔族; pinyin, Wéiwú'ěr zú; en uigur: ئۇيغۇر; en turco: Uygur) son un grupo étnico que vive en Asia Central, principalmente en la Región Autónoma Uigur de Sinkiang del noroeste de la República Popular China, así como en Kazajistán, Kirguistán y Uzbekistán. Otro grupo habita en la zona de Hunan. Son uno de los 56 grupos étnicos reconocidos oficialmente por el gobierno chino.

## Idioma

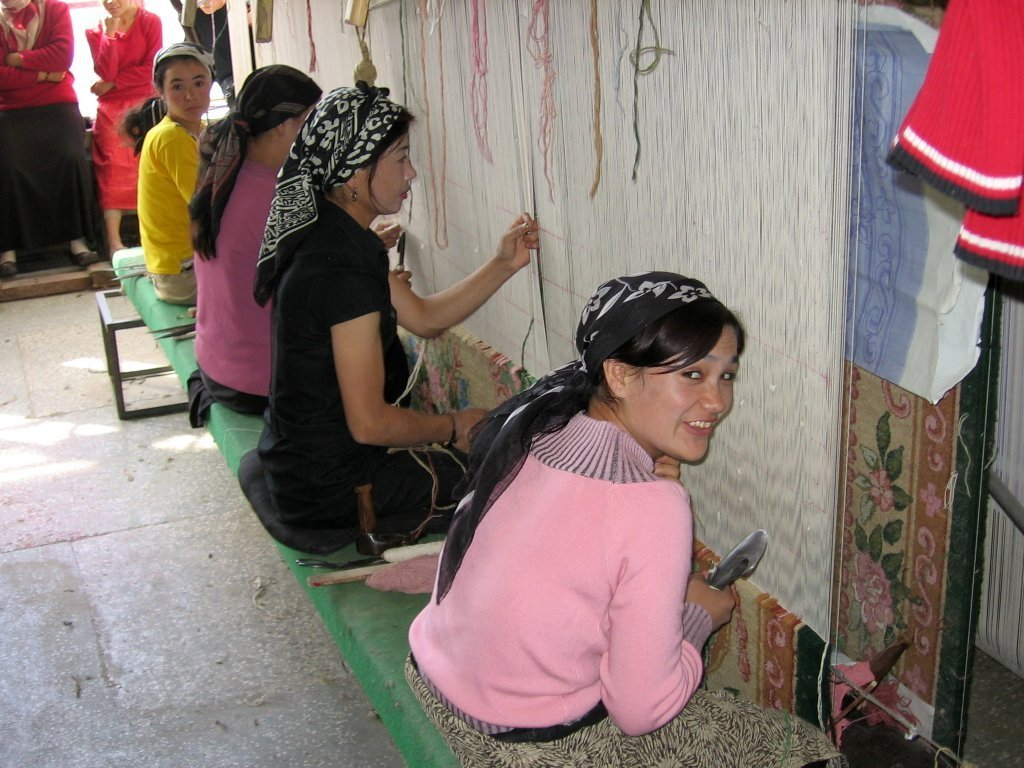
Jóvenes uigures fabricando alfombras.

Los uigures tienen su propio idioma, que forma parte de su propia subfamilia del grupo de lenguas túrquicas. Se escribe en la versión modificada persa del alfabeto árabe con algunos signos diacríticos añadidos para representar las vocales propias de esta lengua. La actual lengua uigur tiene dos dialectos: el septentrional y el meridional. Se trata más de una división geográfica lingüística, ya que existen muy pocas diferencias entre ambos dialectos.

## Historia
La historia del pueblo uigur, al igual que el origen étnico del pueblo, es motivo de controversia entre los nacionalistas uigures y la autoridad china. Se les considera como el grupo nativo de Sinkiang; sin embargo, dados los descubrimientos de Momias del Tarim, donde se encontró una serie de momias de tipo «europeo» o «caucásico» que datan del II y I milenio a. C., en el territorio actualmente ocupado por China, en la cuenca del río Tarim, y basándose en parte en los rasgos del pueblo uigur actual en una influencia del pueblo protoindoeuropeo, se piensa que los habitantes del Tarim —antepasados del pueblo uigur— son descendientes de pueblos indoeuropeos, como los yuezhi, sacas (tribu), tocarios y wusun e igualmente se considera que han recibido una influencia étnica y cultural del Imperio Kushán.
Los uigures existieron como federación tribal, gobernada por los Rouran entre el 460 y el 545, Conocidos como los huihe (回紇 huíhé) o huihi en los documentos chinos, establecieron el Kanato uigur en el siglo VIII. El término huihu es el origen de la palabra huihu usada por los musulmanes para identificar a la etnia hui, conocidos como «chinos musulmanes».

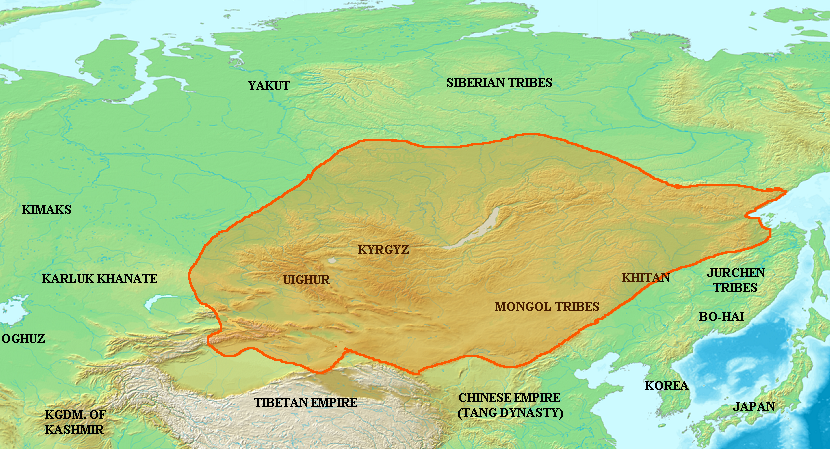
Extensión del Kanato Uigur en el.

Su kanato se extendió desde el mar Caspio hasta Manchuria y duró desde el año 745 al 840, cuando fueron derrotados por los kirguises. Como consecuencia de la derrota, algunos grupos de uigures emigraron hacia nuevos territorios, incluyendo las actuales regiones de Sinkiang y Gansu en la República Popular China.
Un pequeño grupo de uigures emigró hasta la actual provincia de Gansu alrededor del siglo IX. Ahí se convirtieron al budismo tibetano. Sus descendientes aún viven en la región y son conocidos como los yugur.
Durante la dinastía Ming, los uigures estrecharon las relaciones con el resto de grupos étnicos que habitan en China. Fue la dinastía Qing la que impuso su control total sobre la zona de Sinkiang a mediados de siglo XVIII. La llamada Primera República del Turkestán Oriental se independizó en 1933 y gobernó el destino de los uigures hasta que en 1949 fue ocupada por el Ejército Popular de Liberación. Muchos partieron entonces al exilio. Los que quedaron padecieron especialmente durante la Revolución Cultural la represión por las autoridades chinas de su fe y sus costumbres, además del abandono económico de la región. Finalmente, el Gobierno chino invirtió grandes sumas para aplacar el creciente sentimiento independentista en la región e intentar disminuir la gran desigualdad de desarrollo entre esta región occidental y las de la costa oriental china, más favorecida económicamente. Al mismo tiempo, combatió con medios militares y políticos contra el Movimiento Islámico del Turkestán Oriental (ETIM), consiguiendo que sea considerado un grupo terrorista por la ONU y Estados Unidos.

Bandera de los uigures de Sinkiang, habitualmente utilizada por los independentistas.

Aunque Sinkiang es la provincia china de mayor extensión (1 600 000 km²), está muy poco poblada (unos 20 millones de habitantes) por sus hostiles condiciones geográficas, que incluyen el enorme desierto del Taklamakán y la cadena montañosa de Tianshan. En la actualidad, los uigures apenas alcanzan la mitad de la población de Sinkiang (el 45 %), de ahí el malestar creciente por lo que llaman la «hanización» de sus costumbres. Los chinos superan ya el 40 % de la población provincia y ocupan los puestos de mayor responsabilidad e influencia en buena parte de la administración pública.
También hay presencia uigur en los países de Asia Central limítrofes con Sinkiang, sobre todo en Kazajistán y Kirguistán, además de en Uzbekistán. El Congreso Mundial Uigur, con sede en Múnich, sostenía en 2009 que en el mundo hay ya 20 millones de uigures, con importantes comunidades de emigrantes en Estados Unidos, Suecia y Alemania.

### Campos de reeducación chinos
Los uigures en Sinkiang sufren de un «estado policial de pleno derecho» con controles y restricciones extensas en su vida religiosa, cultural y social. En Sinkiang, el gobierno chino ha ampliado la vigilancia policial para detectar signos de «extremismo religioso» que incluyen poseer libros sobre uigures, dejarse la barba, tener una alfombra de oración, llevar vestidos largos o dejar de fumar o beber. El gobierno también habría instalado cámaras en los hogares de ciudadanos. Los uigures se consideran parte del grupo Los Cinco Venenos o  The Five Poisons. Estas son cinco amenazas percibidas a la estabilidad del gobierno del Partido Comunista de China. Estos grupos de amenazas ofrecen una visión alternativa de China.
Además, al menos entre 120 000 y posiblemente más de un millón de uigures están detenidos en campos de detención masiva, denominados «campos de reeducación», destinados a cambiar el pensamiento político de los detenidos, sus identidades y sus creencias religiosas. En algunas de estas instalaciones mantienen a los presos detenidos durante todo el día, mientras que en otros liberan a sus presos por la noche para regresar a sus hogares. El New York Times ha informado que los presos deben «cantar himnos elogiando al Partido Comunista Chino y escribir ensayos de autocrítica», y que los presos también son sometidos a abusos físicos y verbales por parte de los guardias de la prisión. Los funcionarios chinos a veces son asignados para monitorear a las familias de los reclusos y las mujeres han sido detenidas debido a las acciones de sus hijos o esposos.
Pekín negó inicialmente la existencia de los campamentos, pero ha cambiado su postura desde entonces al afirmar que los campamentos sirven para combatir el terrorismo y brindar capacitación vocacional a los uigures. Sin embargo, las llamadas de los activistas de derechos humanos para abrir los campamentos a los visitantes extranjeros para demostrar su función no han sido atendidas. Además, diversos medios de comunicación han demostrado que muchos de los prisioneros fueron detenidos por la fuerza y se encuentran en condiciones duras y antihigiénicas mientras los sometían a un adoctrinamiento político. Los largos periodos de aislamiento entre sexos han sido interpretados por algunos analistas como un intento de inhibir la procreación uigur para cambiar la demografía étnica de la región.
Un reportaje de octubre de 2018 realizado por la BBC News utilizó un análisis con imágenes satelitales recopiladas a lo largo del tiempo para afirmar que cientos de miles de uigures deben estar internados en los campamentos, y su número se expande rápidamente.
En 2019, The Art Newspaper informó que «cientos» de escritores, artistas y académicos habían sido encarcelados, en lo que la revista calificó como un intento de «castigar cualquier forma de expresión religiosa o cultural» entre los uigures.

## Cultura

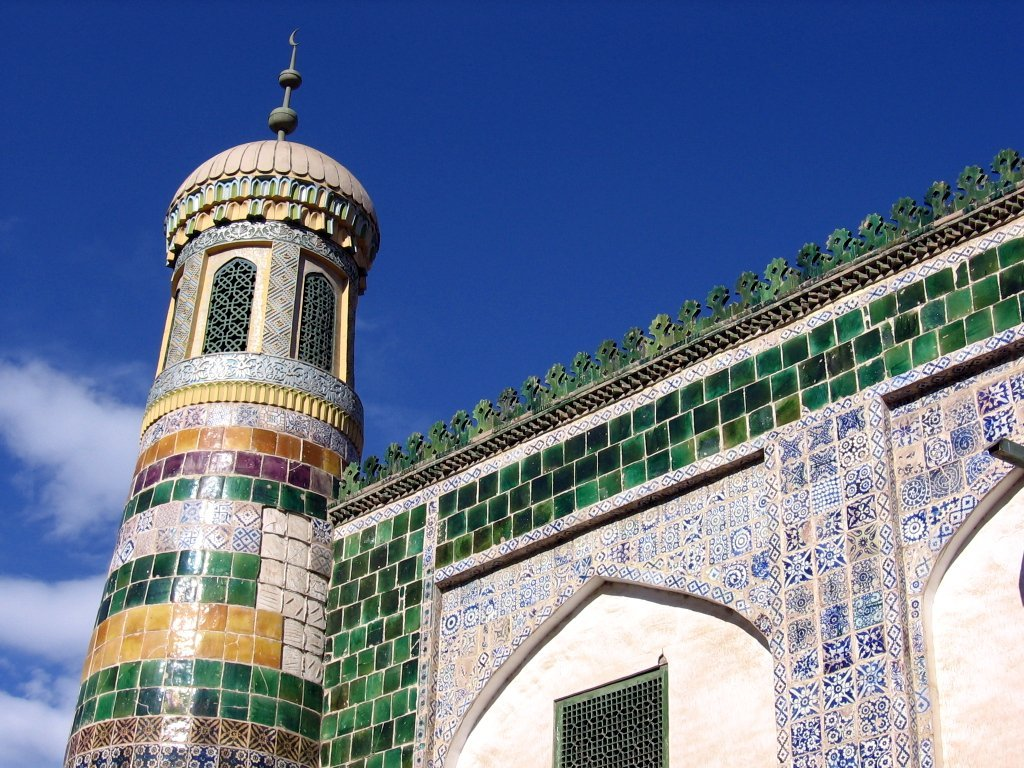
Mezquita en Kasgar.

Los hombres del pueblo uigur suelen vestir chaquetas sin botones. Las mujeres utilizan telas de colores vivos para elaborar sus vestidos. Suelen complementar su vestuario con diversos accesorios como brazaletes y collares. Las chicas jóvenes suelen peinarse con pequeñas trenzas. Las mujeres casadas se peinan con dos trenzas, decoradas con peinetas. 
Los uigures tienen fama de dominar el baile y el canto. Sus danzas se caracterizan por tener un ritmo vivo. Una de las posturas más típicas de este baile es la de colocar las manos por encima de la cabeza.

## Religión
A partir del 742 d. C., los uigures iniciaron el proceso de conversión hacia el Islam. Antes de la conversión, muchos uigures eran maniqueos, budistas o cristianos nestorianos.
La religión ha influido de forma notable en los sistemas judiciales, económicos y educativos de las familias uigures. La región de Sinkiang tiene más de 15 000 mezquitas y centros de oración, uno por cada pueblo musulmán.

## Separatismo
Una parte de la población uigur, compuesta por 8 millones de personas, tiene sentimientos separatistas y se opone a lo que denomina «preponderancia cultural impuesta por el Partido Comunista de China» en la región. 

### Disturbios de 2009
El 5 de julio de 2009, la violencia estalló en Urumchi, capital de Sinkiang,  luego de que creciera el malestar por cómo las autoridades manejaron una reciente crisis entre trabajadores uigures y de la etnia han, la mayoritaria en China.
Según las autoridades chinas, 156 personas murieron durante los enfrentamientos entre las etnias han y uigur del domingo 5 de julio, y más de un millar de personas resultaron heridas en las manifestaciones y (luego de que la Policía restaurara el orden) cientos de manifestantes fueron detenidos. Las cifras de muertos reveladas por el propio Gobierno chino indican que este podría ser uno de los enfrentamientos más serios entre las autoridades y los manifestantes desde las protestas de la Plaza de Tian'anmen de 1989, en Pekín.[cita requerida]

## Galería

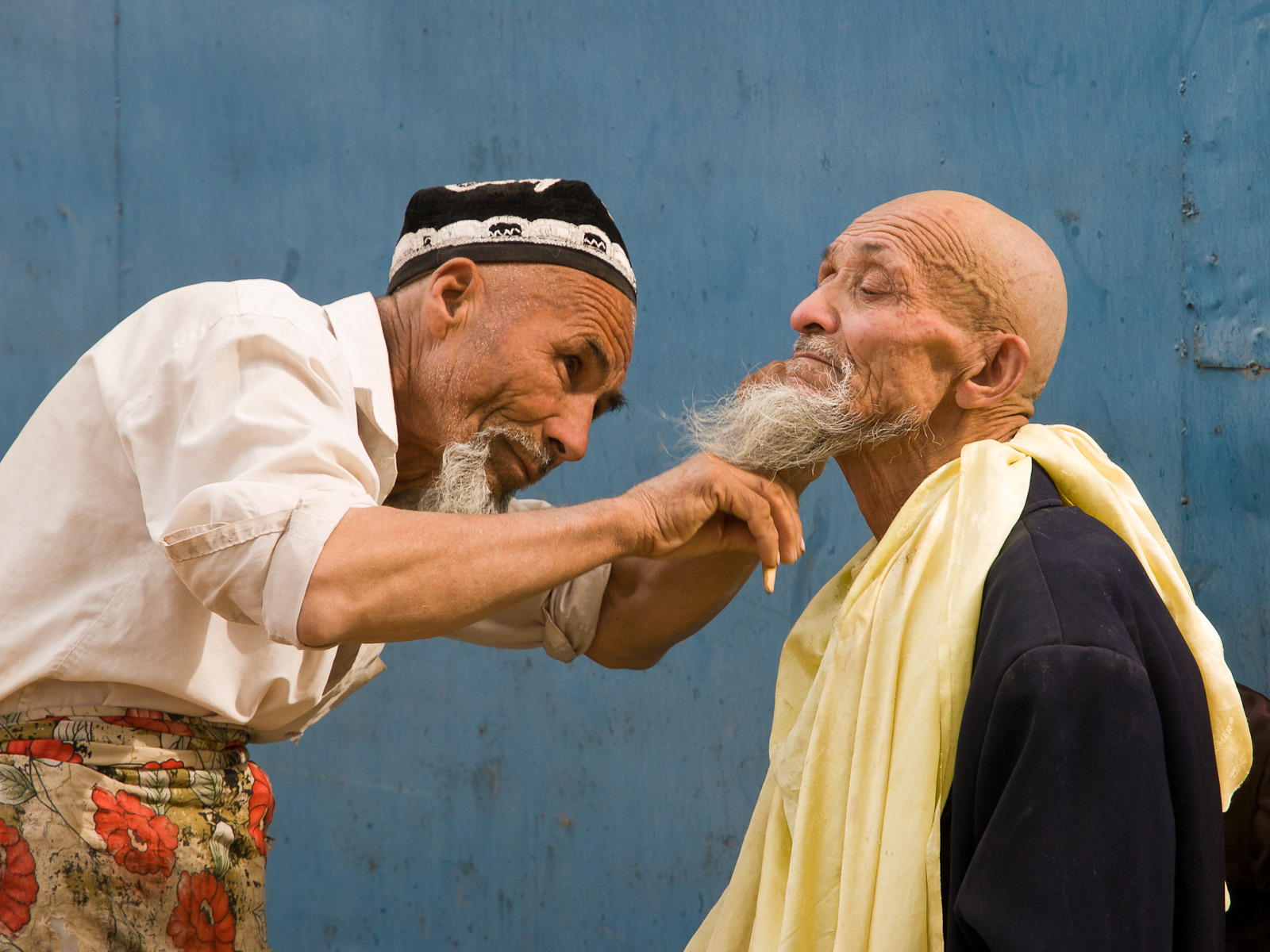
Barbero uigur de Kasgar.
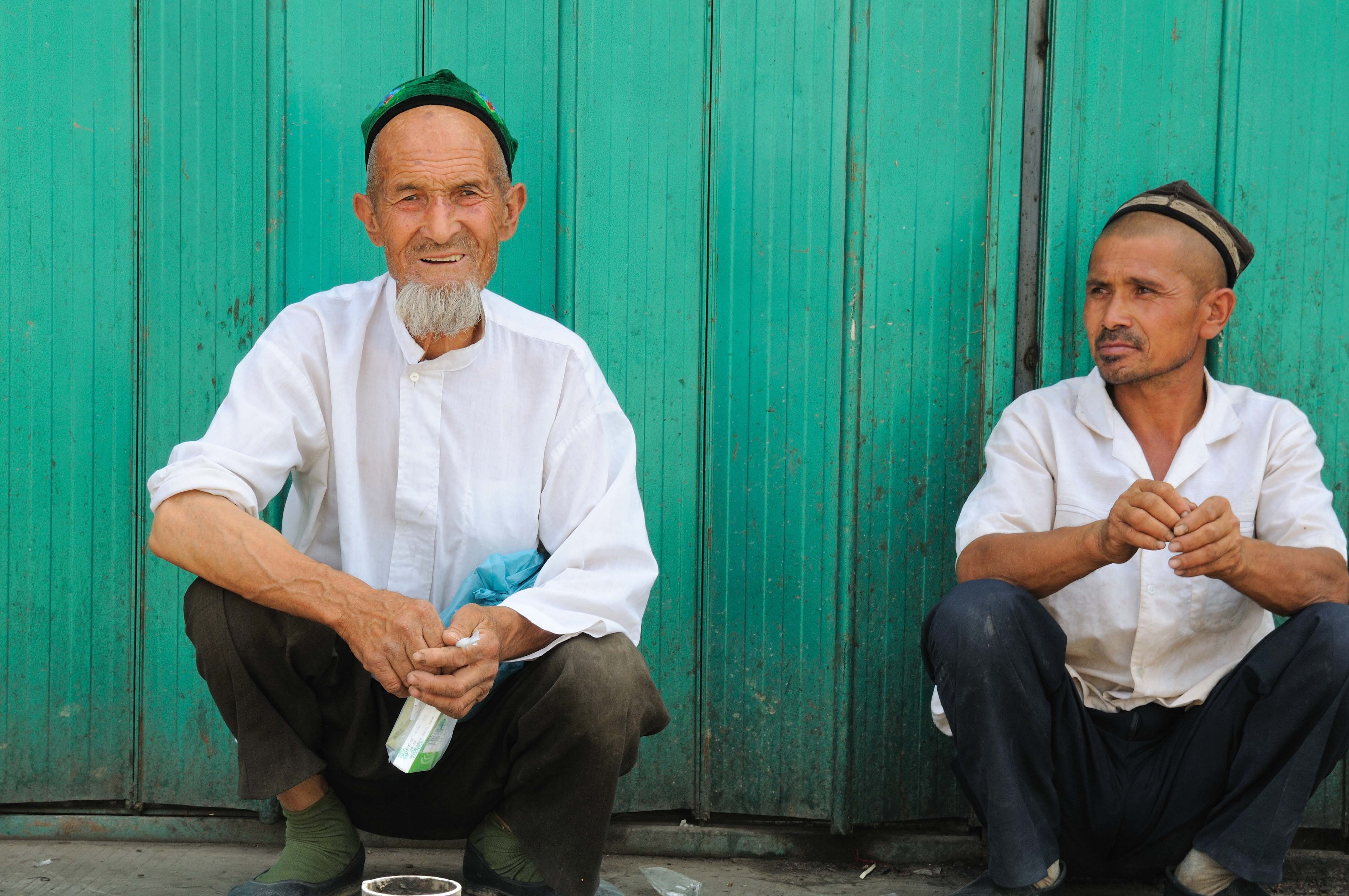
Dos uigures de Turpan.
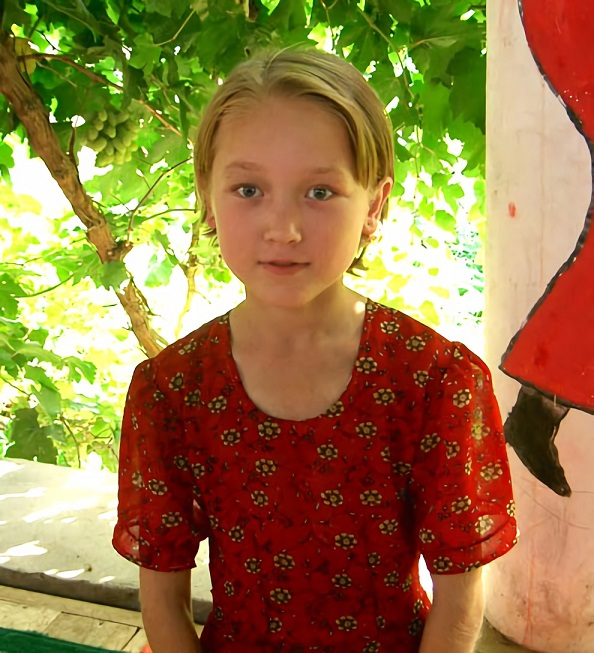
Una joven uigur en Turpan, Sinkiang.
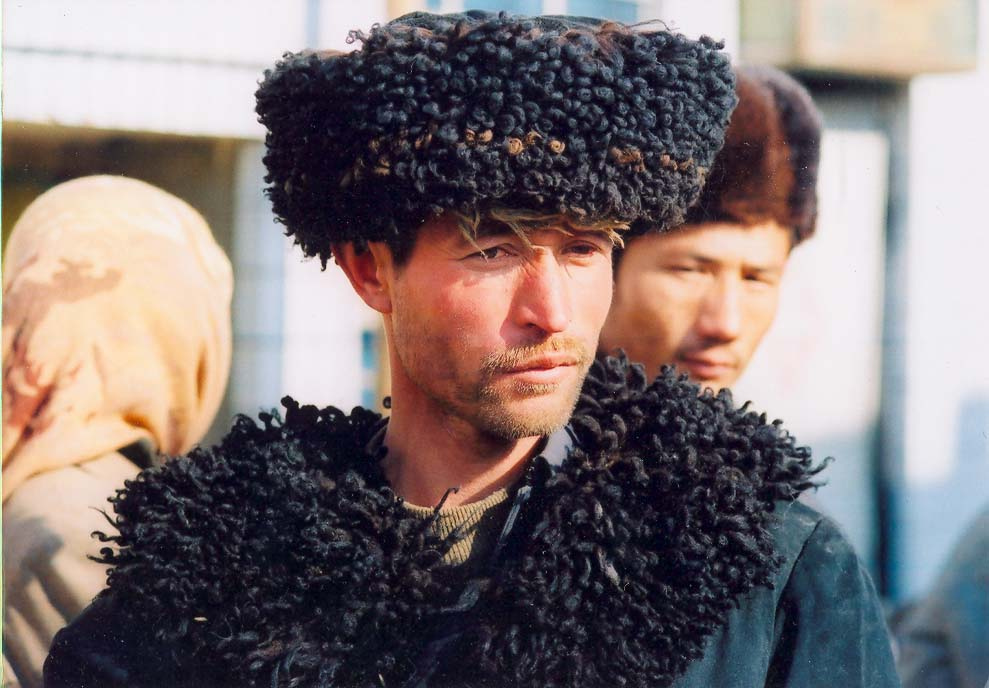
Joven uigur de Kasgar.
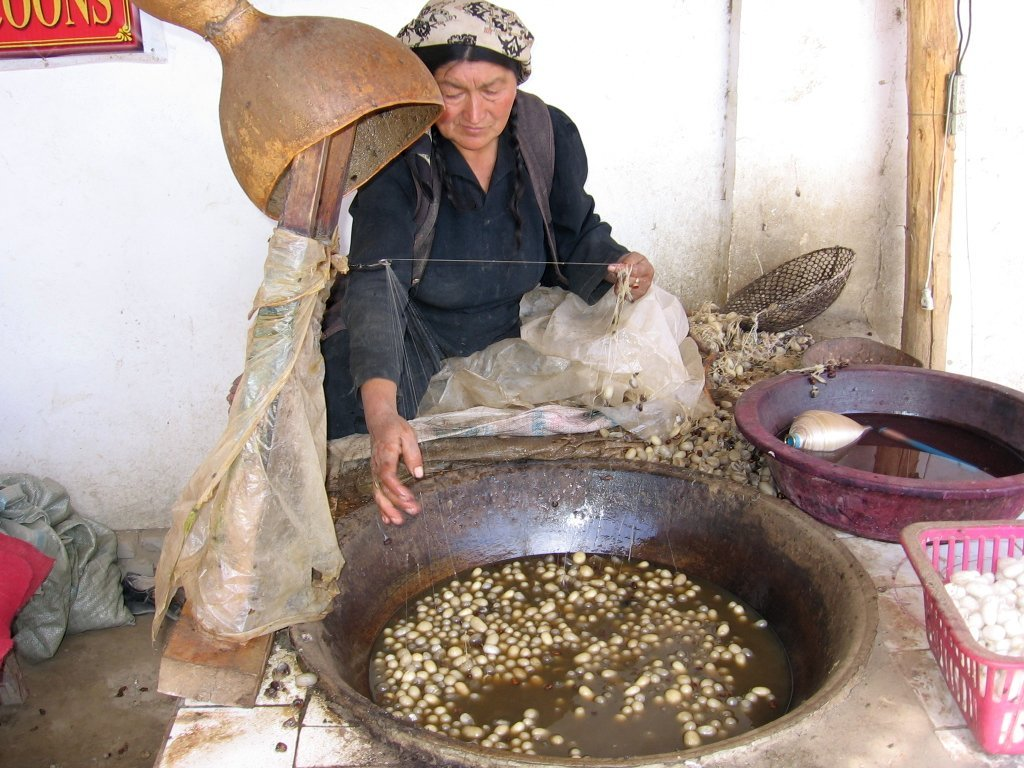
Mujer uigur en una fábrica de seda, Khotan.
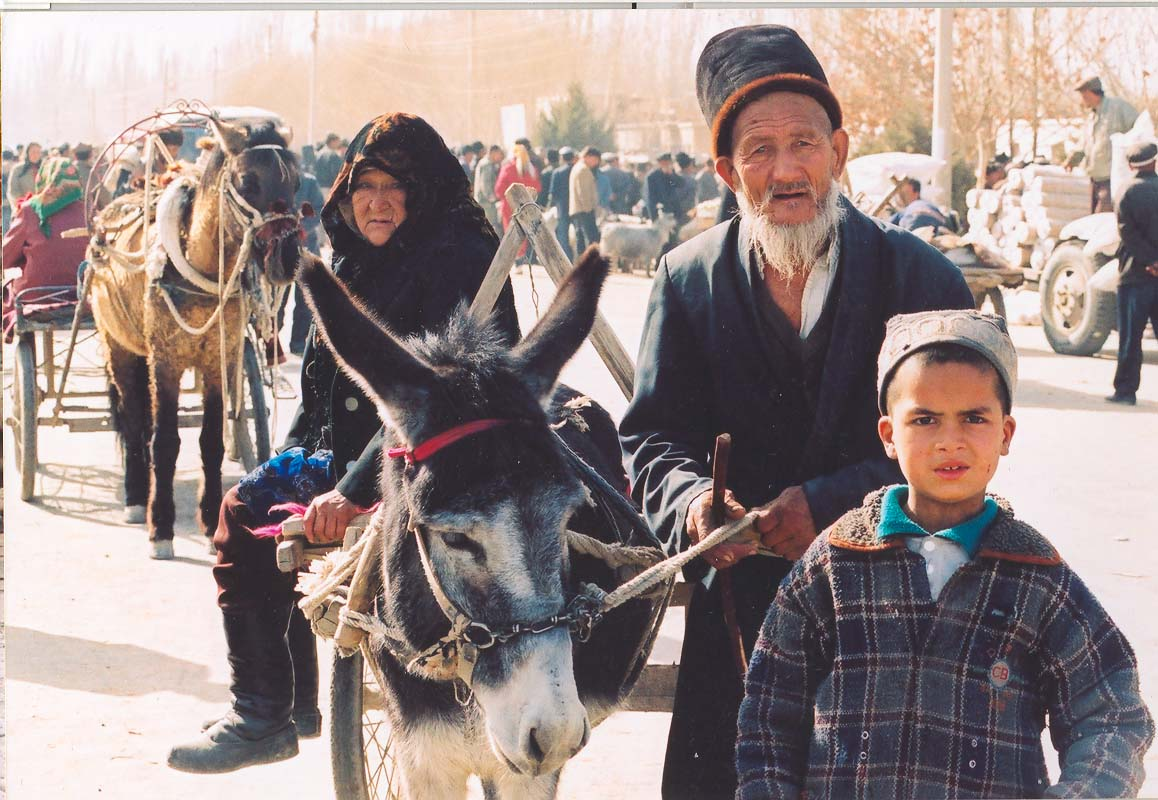
Uigures ancianos en el mercado de los domingos, Kasgar.
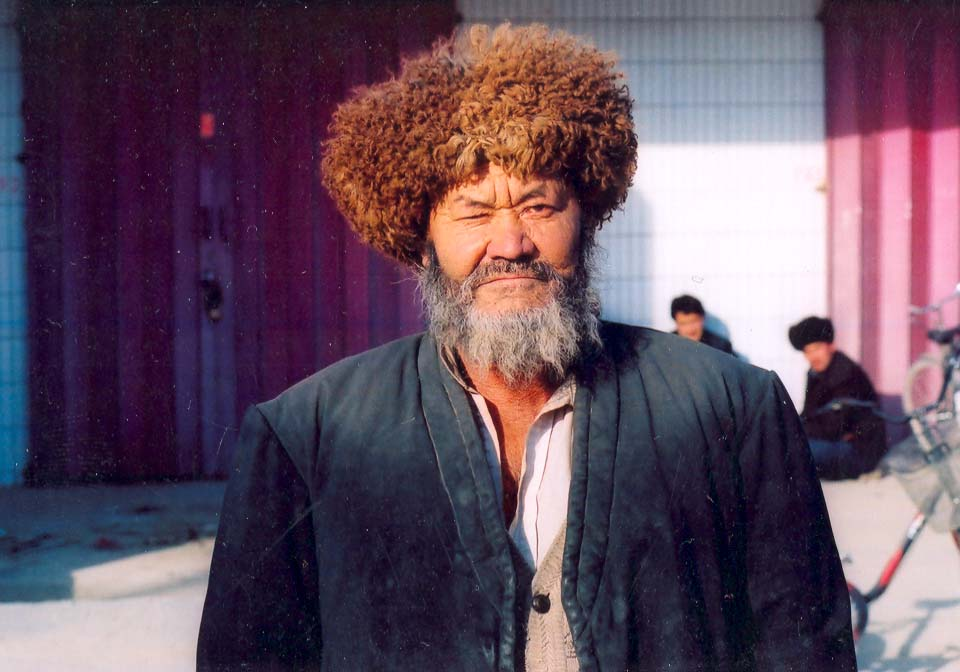
Un cazador uigur, Kasgar.

## Lecturas relacionadas
- Castets, Rémi (marzo de 2019). «Los uigures, a prueba de la “convivencia” china». Le Monde diplomatique. Consultado el 4 de octubre de 2019.